# Exetastes pivai
Exetastes pivai là một loài tò vò trong họ Ichneumonidae.